# Liste der Biografien/Mane
Liste der Biografien |
Portal Biografien |
Personensuche
# |
A |
B |
C |
D |
E |
F |
G |
H |
I |
J |
K |
L |
M |
N |
O |
P |
Q |
R |
S |
T |
U |
V |
W |
X |
Y |
Z |
?
 
Ma |
Mb |
Mc |
Md |
Me |
Mf |
Mg |
Mh |
Mi |
Mj |
Mk |
Ml |
Mm |
Mn |
Mo |
Mp |
Mq |
Mr |
Ms |
Mt |
Mu |
Mv |
Mw |
Mx |
My |
Mz
 
Maa |
Mab |
Mac |
Mad |
Mae |
Maf |
Mag |
Mah |
Mai |
Maj |
Mak |
Mal |
Mam |
Man |
Mao |
Map |
Maq |
Mar |
Mas |
Mat |
Mau |
Mav |
Maw |
Max |
May |
Maz
 
Mana |
Manb |
Manc |
Mand |
Mane |
Manf |
Mang |
Manh |
Mani |
Manj |
Mank |
Manl |
Mann |
Mano |
Manp |
Manq |
Manr |
Mans |
Mant |
Manu |
Manv |
Manw |
Many |
Manz
Die Liste der Biografien führt alle Personen auf, die in der deutschsprachigen Wikipedia einen Artikel haben. Dieses ist eine Teilliste mit 136 Einträgen von Personen, deren Namen mit den Buchstaben „Mane“ beginnt.

## Mane
- Mañe Ela, Regina (1954–2015), äquatorialguineische Politikerin
- Mañé Garzón, Fernando (1925–2019), uruguayischer Kinderarzt, Helminthologe und Wissenschaftshistoriker
- Mañé Miravet, Teresa (1865–1939), spanische Pädagogin, Verlegerin, Autorin und Anarchistin
- Mané, Ansumané (1940–2000), guinea-bissauischer Politiker, Staatschef von Guinea-Bissau
- Mané, Carlos (* 1994), portugiesischer Fußballspieler
- Mané, El Hadji (* 2001), senegalesischer Fußballspieler
- Mané, Filippo (* 2005), italienisch-senegalesischer Fußballspieler
- Mane, Malick (* 1988), senegalesischer Fußballspieler
- Mané, Ousmane (* 1990), senegalesischer Fußballtorhüter
- Mañé, Ricardo (1948–1995), uruguayischer Mathematiker
- Mané, Sadio (* 1992), senegalesischer FußballspielerSadio Mané (* 1992)

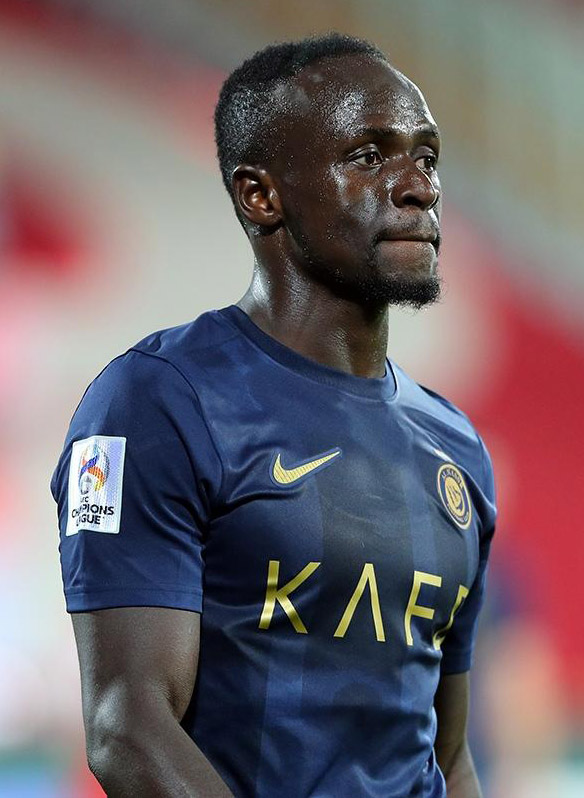
Sadio Mané (* 1992)

- Mane, Salif (* 2001), US-amerikanischer Dreispringer
- Mané, Samba Lamine, guinea-bissauischer Politiker
- Mane, Samir (* 1967), albanischer Unternehmer
- Mane, Tyler (* 1966), kanadischer Schauspieler und ehemaliger Wrestler
- Mané-Katz, Emmanuel (1894–1962), französischer Maler jüdischer Abstammung

### Manea
- Manea, Cristian (* 1997), rumänischer Fußballspieler
- Manea, Dumitru (1948–2011), rumänischer Fußballspieler
- Manea, Elham (* 1966), jemenitisch-schweizerische Politologin und Autorin
- Manea, Nicolae (1954–2014), rumänischer Fußballspieler und -trainer
- Manea, Norman (* 1936), rumänischer Schriftsteller
- Manea, Oana (* 1985), rumänische Handballspielerin
- Manea, Rareș (* 1986), rumänischer Skibergsteiger
- Manea, Silviu (* 1983), rumänischer Skibergsteiger

### Manec
- Maneck, Hermann (1828–1894), deutscher Schauspieler
- Manecke, Georg (1916–1990), deutscher Chemiker
- Manecke, Hans Carl Peter (1798–1871), deutscher Gutsbesitzer und Abgeordneter
- Manecke, Ingra (* 1956), deutsche Diskuswerferin
- Manecke, Philipp (1638–1707), deutscher Stadtsyndikus von Hannover
- Manecke, Urban Friedrich Christoph (1746–1827), deutscher Auditor, Amtsschreiber und Zollbeamter, Historiker, Kunstsammler und Genealoge
- Manecke, Wolfgang (1938–2017), deutscher Journalist, Organologe und Sachbuchautor

### Maneg
- Manegin, Anton Konstantinowitsch (* 1990), russischer Tennisspieler
- Manegold der Ältere, Pfalzgraf in Schwaben
- Manegold von Hallwyl († 1204), Abt im Kloster St. Blasien
- Manegold von Lautenbach, deutscher Scholastiker und erster Prior des Stifts Marbach, seine Schriften beeinflussten den Investiturstreit
- Manegold von Mammern († 1133), Abt von St. Gallen
- Manegold von Neuenburg († 1303), Bischof von Bamberg, dann Würzburg
- Manegold, Albrecht (* 1973), deutscher Ornithologe und Paläontologe
- Manegold, Bodo (* 1948), deutscher Politiker (CDU), Bezirksbürgermeister von Berlin-Neukölln und Aufsichtsratsmitglied
- Manegold, Erich (1895–1972), deutscher Chemiker
- Manegold, Karl-Heinz (1930–2021), deutscher Historiker
- Manegold, Thomas (* 1968), deutscher Autor, Musiker, Musikproduzent und Mediengestalter

### Manei
- Maneiro, David (* 1989), andorranischer Fußballspieler
- Maneiro, Ildo (* 1947), uruguayischer Fußballspieler und -trainer
- Maneiro, Maja (* 1982), deutsche Schauspielerin und SynchronsprecherinMaja Maneiro (* 1982)

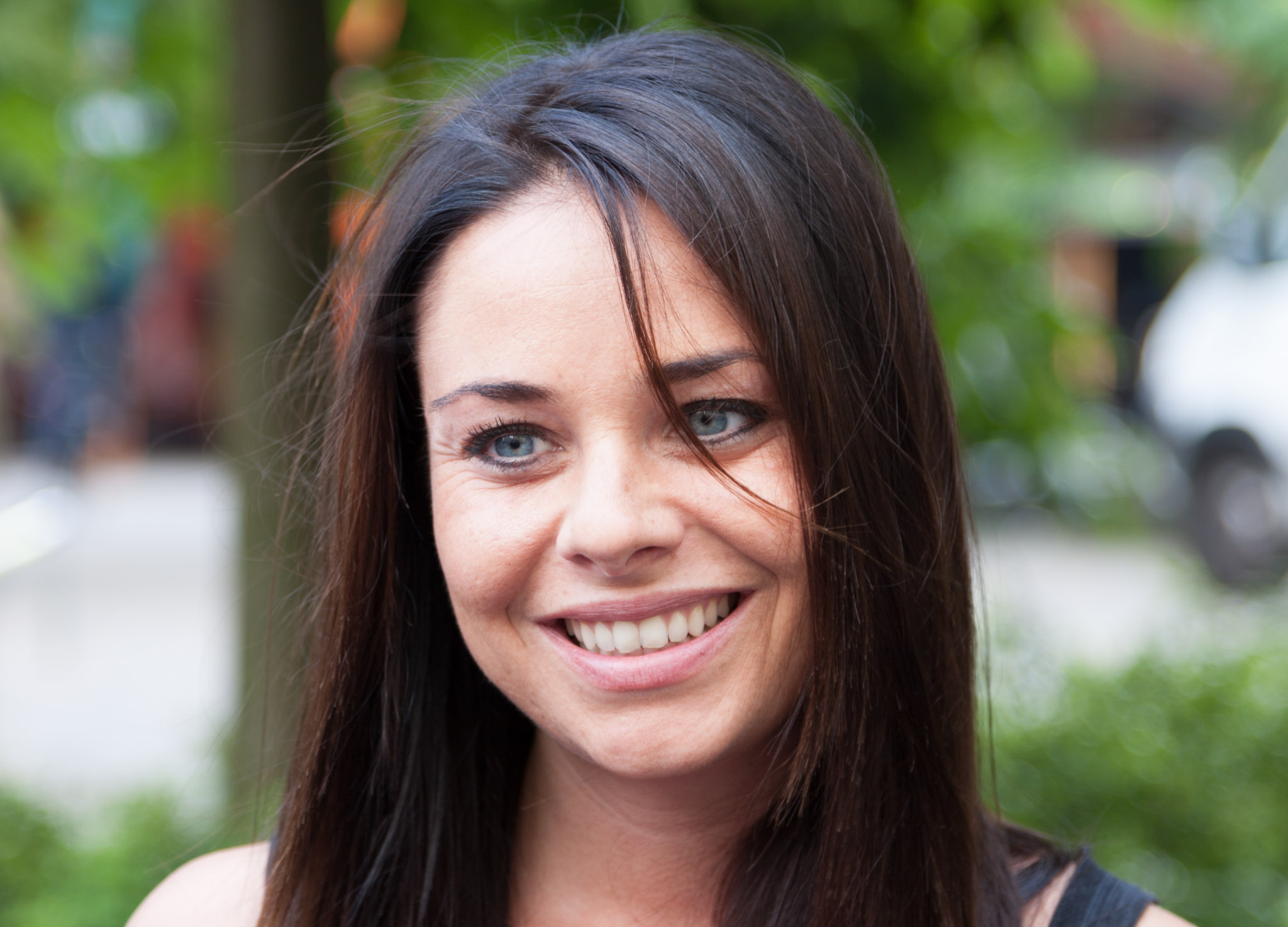
Maja Maneiro (* 1982)

### Manej
- Manejew, Wladimir Petrowitsch (1932–1985), sowjetischer Ringer

### Manek
- Manek, Egidio, Milizenführer in Osttimor, Kriegsverbrecher
- Manek, Gabriel Wilhelmus (1913–1989), indonesischer Ordensgeistlicher und römisch-katholischer Erzbischof
- Maneke, Martin (1909–1998), deutscher Pädiater
- Manekin, Roman Wladimirowitsch (* 1965), russisch-ukrainischer Journalist, Publizist und Historiker
- Manekshaw, Sam (1914–2008), indischer Feldmarschall

### Manel
- Manele, Jeremiah (* 1968), salomonischer Politiker
- Maneli, Mieczysław (1922–1994), polnischer Diplomat und Hochschullehrer
- Manelius, Linda (* 1999), finnische Schauspielerin
- Manel·la, Anna (1950–2019), katalanische Bildhauerin
- Manelli, Francesco († 1667), italienischer Opernsänger (Bass), Kapellmeister und Komponist
- Manellis, Frangiskos (1911–1978), griechischer Schauspieler und Komiker
- Manelow, Irakli Michailowitsch (* 2002), russischer Fußballspieler
- Maneluk, Mike (* 1973), kanadischer Eishockeyspieler

### Manem
- Manemann, Jürgen (* 1963), deutscher katholischer Theologe und PhilosophJürgen Manemann (* 1963)

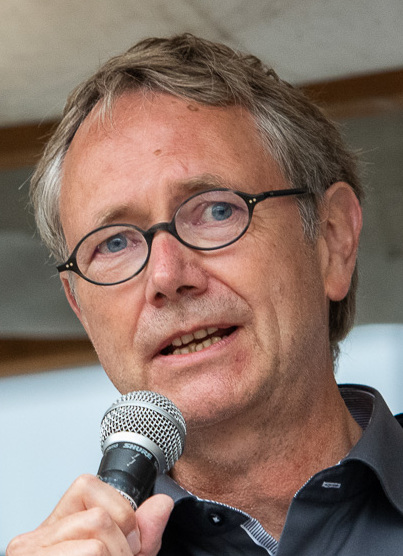
Jürgen Manemann (* 1963)

### Manen
- Manén y Planas, Joan (1883–1971), spanischer Geiger und Komponist
- Manen, Aletta van (* 1958), niederländische Hockeyspielerin
- Manen, Christian (1934–2020), französischer Komponist und Musikpädagoge
- Manen, Hans van (* 1932), niederländischer ChoreografHans van Manen (* 1932)

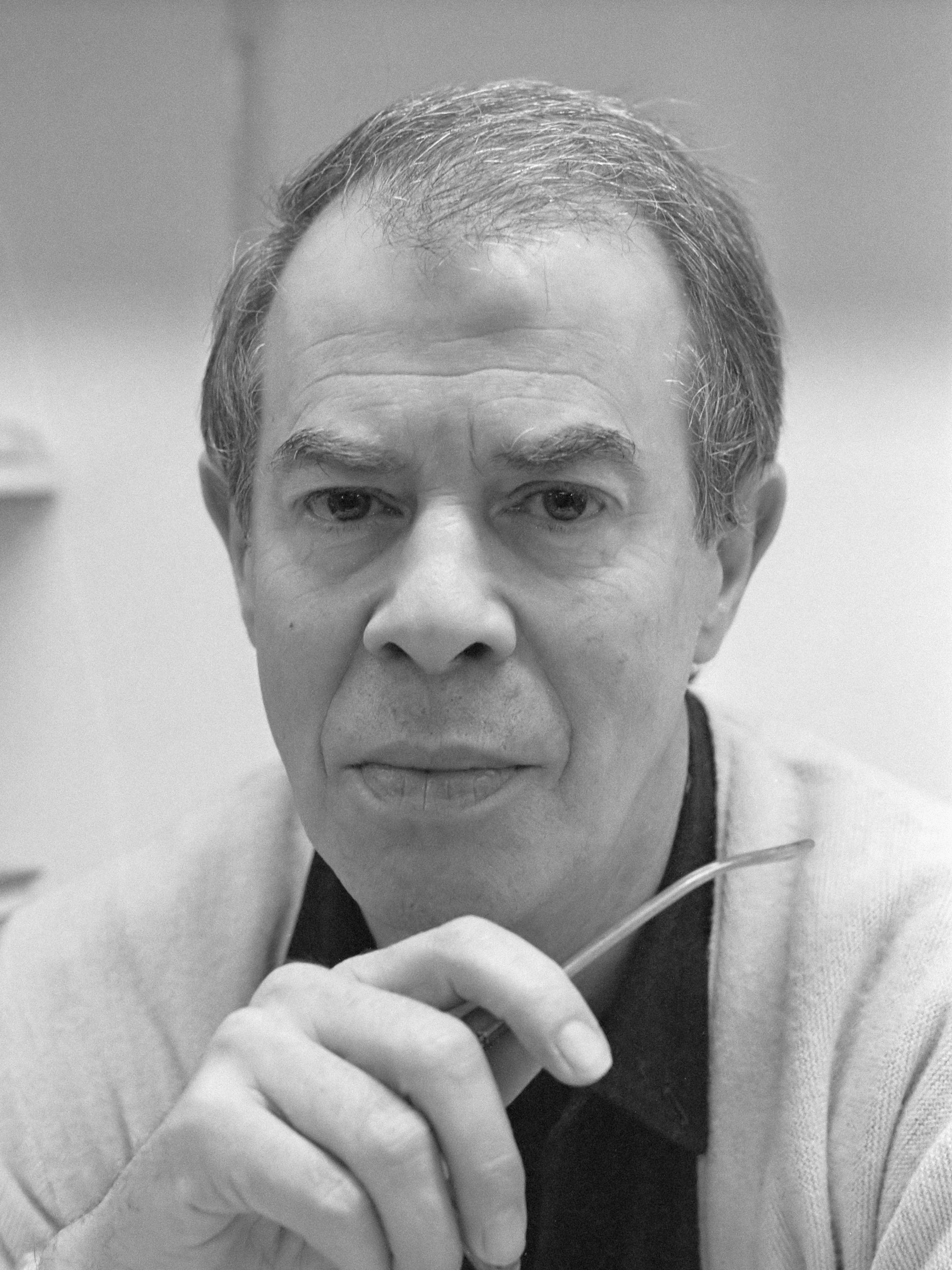
Hans van Manen (* 1932)

- Manén, Lucie (1899–1991), Opernsängerin
- Manen, Willem van (1940–2024), niederländischer Posaunist
- Maneniaru, John (* 1965), salomonischer Politiker
- Manent i Maurant, Nicolau (1827–1887), menorquinischer Organist, Kapellmeister und Komponist
- Manent, Gaston (1884–1964), französischer Politiker
- Manent, Pierre (* 1949), französischer politischer Philosoph
- Manenti, Alexis (* 1982), französischer Filmschauspieler und Drehbuchautor
- Manenti, Davide (* 1989), italienischer Leichtathlet
- Manenti, Francesco (* 1951), italienischer Geistlicher und Bischof von Senigallia
- Manenti, Giovanni Piero († 1597), italienischer Organist und Komponist der Spätrenaissance

### Maner
- Manera, Anna Clara (1700–1781), deutsche Frau, Stifterin der Orgel von St. Ignaz in Mainz
- Manera, Annalisa (* 1974), italienische Ingenieurwissenschaftlerin und Hochschullehrerin
- Manera, Gianni (1940–2013), italienischer Schauspieler und Filmregisseur
- Manera, Guido (* 1911), italienischer Dokumentarfilmer und Autor
- Maneri, Joe (1927–2009), US-amerikanischer Musiker (Alt- und Tenorsaxophon, Klarinette und Piano) und Komponist sowie Musikpädagoge
- Maneri, Mat (* 1969), US-amerikanischer Jazzviolinist und -bratscher
- Manery, Randy (* 1949), kanadischer Eishockeyspieler

### Manes
- Manes, Alfred (1877–1963), deutsch-amerikanischer Versicherungswissenschaftler
- Mánes, Antonín (1784–1843), tschechischer Maler und Zeichner des Romantismus
- Manès, Gina (1893–1989), französische Schauspielerin
- Mánes, Josef (1820–1871), tschechischer Maler und Vertreter der RomantikJosef Mánes (1820–1871)

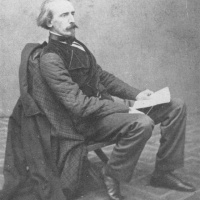
Josef Mánes (1820–1871)

- Manes, Philipp (* 1875), deutscher Pelzhändler und Tagebuchautor
- Mánes, Quido (1828–1880), tschechischer Maler
- Manesa, Maija (* 1985), kasachische Gewichtheberin
- Maneschi, Giovanni Battista (1813–1891), italienischer Prälat
- Mănescu, Corneliu (1916–2000), rumänischer Politiker und Diplomat
- Mănescu, Manea (1916–2009), rumänischer Politiker
- Mănescu, Ramona Nicole (* 1972), rumänische Politikerin, Ministerin und MdEP
- Manescul, Ursula von (1931–1991), deutsche Schauspielerin und Rundfunkmoderatorin
- Manesh, Marshall (* 1950), iranisch-US-amerikanischer Schauspieler
- Mánesová, Amalie (1817–1883), böhmische Landschaftsmalerin und Zeichenlehrerin
- Maness, Ruth Ellen (1948–2017), US-amerikanische Genealogin
- Manesse, Gaspard (* 1975), französischer Schauspieler und Komponist
- Manesse, Rüdiger der Ältere († 1304), Sammler von Minneliedern
- Manessier, Alfred (1911–1993), französischer Maler
- Manesson-Mallet, Alain (1630–1706), französischer Kartograph und Ingenieur
- Manesta, Evelyn, britische Suffragette

### Manet
- Manet, Auguste (1797–1862), französischer Jurist und Vater des Malers Édouard Manet
- Manet, Édouard (1832–1883), französischer Maler des ImpressionismusÉdouard Manet (1832–1883)

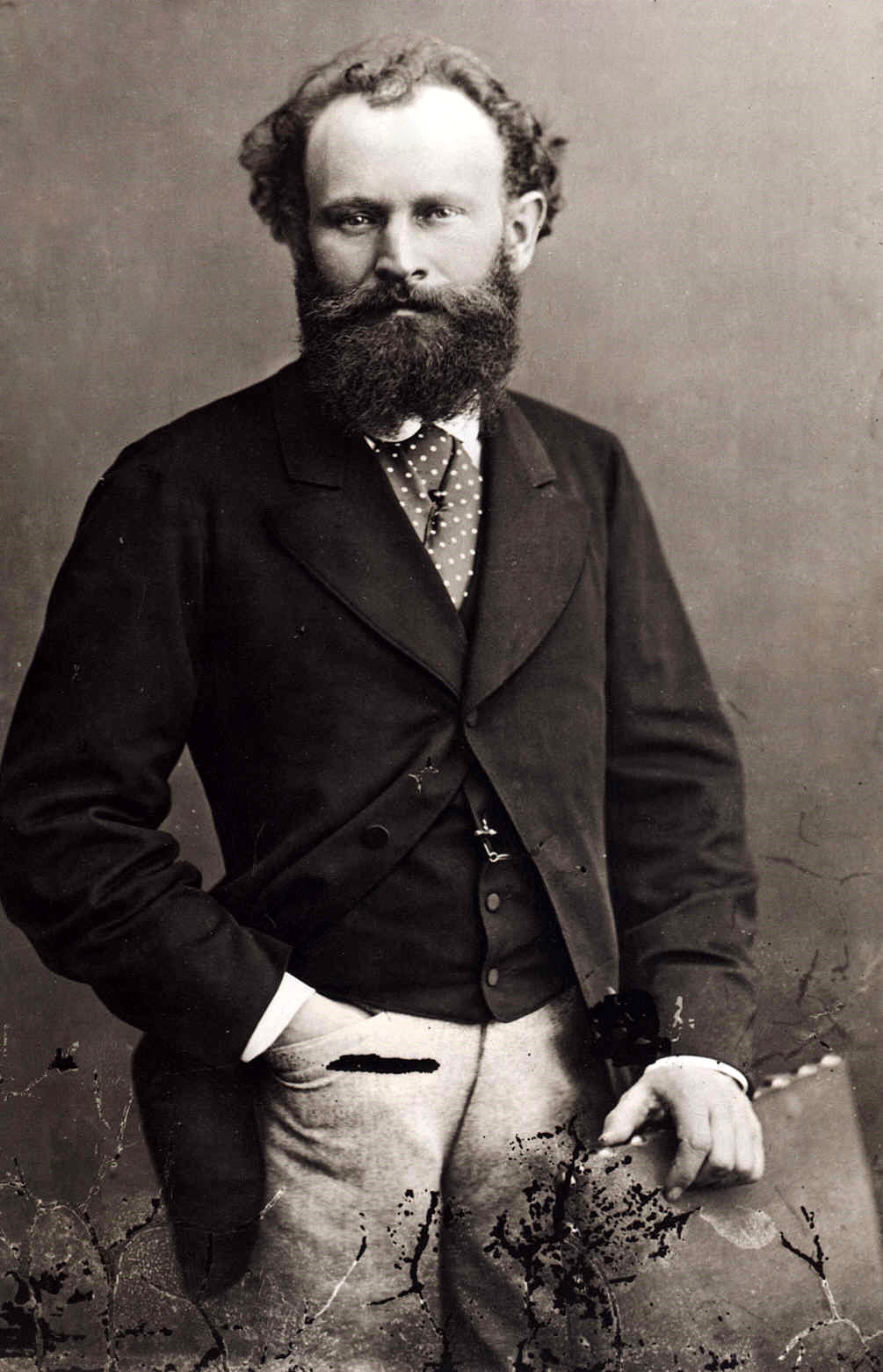
Édouard Manet (1832–1883)

- Manet, Eduardo, kubanischer Schriftsteller
- Manet, Eugène (1833–1892), Ehemann von Berthe Morisot, Bruder von Édouard Manet, Modell verschiedener Maler
- Manet, Gérard (* 1949), französischer Fußballtorhüter
- Manet, Julie (1878–1966), französische Malerin, Kunstsammlerin und MäzeninJulie Manet (1878–1966)

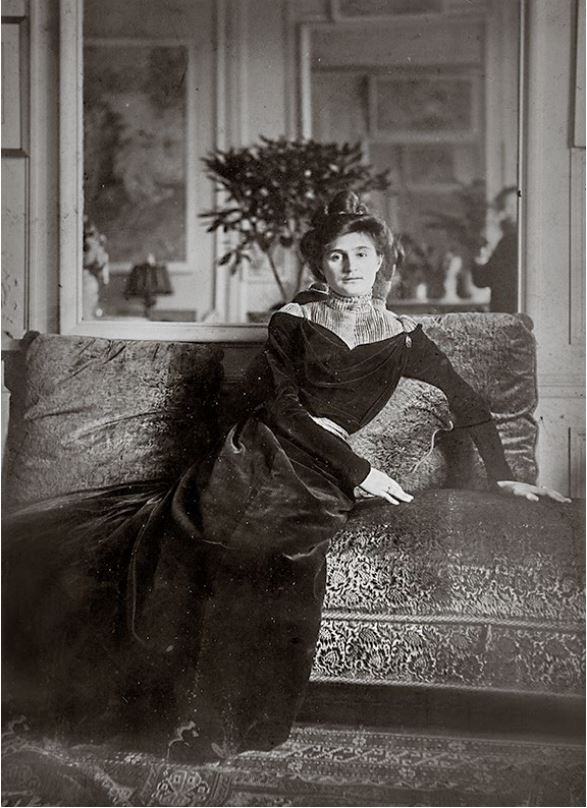
Julie Manet (1878–1966)

- Manet, Suzanne (1829–1906), Ehefrau und Modell von Édouard Manet
- Maneta, Eleni (* 1939), griechische Architektin
- Manetas, Miltos (* 1964), internationaler Maler, Video- und Netzkünstler
- Manetelu, Miguel (* 1969), osttimoresischer Beamter und Politiker
- Manetho, ägyptischer Priester
- Manetta, Manuel (1889–1969), US-amerikanischer Jazzmusiker (Multiinstrumentalist)
- Manetta, Manuela (* 1983), italienische Squashspielerin
- Manetti, Antonio (1423–1497), italienischer Mathematiker, Architekt und Schriftsteller
- Manetti, Antonio (* 1970), italienischer Schauspieler
- Manetti, Domenico (1609–1663), italienischer Maler
- Manetti, Enrico, italienischer Motorradrennfahrer
- Manetti, Giannozzo (1396–1459), italienischer Humanist und Politiker
- Manetti, Larry (* 1947), US-amerikanischer Schauspieler
- Manetti, Marco (* 1968), italienischer Schauspieler, Filmregisseur und Drehbuchautor
- Manetti, Pierre (* 1993), französischer Jazzgitarrist
- Manetti, Richard (* 1986), französischer Jazzgitarrist
- Manetti, Rutilio (1571–1639), italienischer Maler
- Manetti, Saverio (1723–1784), italienischer Botaniker, Arzt und Ornithologe
- Manetti, Stefano (* 1959), italienischer Geistlicher, römisch-katholischer Bischof von Fiesole
- Manetti, Teresa (1846–1910), katholische Ordensgründerin

### Manev
- Maneval, Hellmut (1898–1984), deutscher Fußballspieler
- Maneval, Helmut (1931–2017), deutscher Ökonom

### Manew
- Manew, Iwan (* 1950), bulgarischer Kanute
- Manewa, Milka (* 1985), bulgarische Gewichtheberin
- Manewal, Ulrike, deutsche Fußballtorhüterin
- Manewitsch, Abram (1881–1942), ukrainisch-belarussisch-amerikanischer Maler
- Manewitsch, Michail Wladislawowitsch (1961–1997), russischer Politiker und Ökonom

### Manez
- Máñez Costa, Maria (* 1970), spanische Geographin und Hochschullehrerin
- Máñez, Samuel (1972–2002), mexikanischer Fußballspieler